# 圣莱奥纳尔 (滨海塞纳省)
圣莱奥纳尔（法語：Saint-Léonard，法語發音：[sɛ̃ leɔnaʁ] ⓘ）是法国滨海塞纳省的一个市镇，属于勒阿弗尔区。

## 地理
圣莱奥纳尔（49°44'31"N, 0°21'30"E）面积11.92 平方千米，位于法国诺曼底大区滨海塞纳省，该省份为法国北部沿海省份，其西部及北部濒大西洋英吉利海峡，东起顺时针与索姆省、瓦兹省、厄尔省和卡爾瓦多斯省接壤。
与圣莱奥纳尔接壤的市镇（或旧市镇、城区）包括：科地区克里克伯夫、埃普勒维尔、费康、弗罗贝维尔、莱洛日、伊波尔。

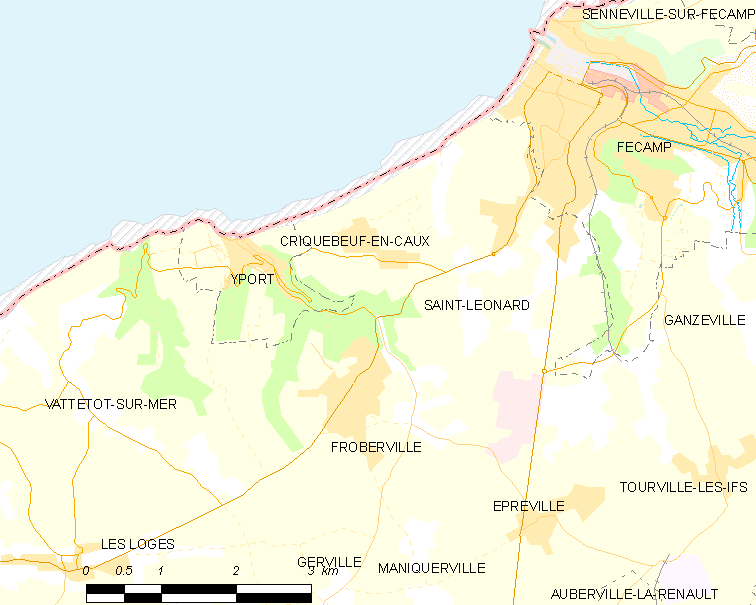
的OSM定位图

圣莱奥纳尔的时区为UTC+01:00、UTC+02:00（夏令时）。

## 行政
圣莱奥纳尔的邮政编码为76400，INSEE市镇编码为76600。

## 政治
圣莱奥纳尔所属的省级选区为费康县。

## 人口

1962-2008年间人口变化图示

圣莱奥纳尔于2022年1月1日时的人口数量为1699人。